# Gäddtjärnen (Järnboås socken, Västmanland)
Gäddtjärnen är en sjö i Nora kommun i Västmanland och ingår i Göta älvs huvudavrinningsområde.